# پیر گامارا
پیر گامارا (به فرانسوی: Pierre Gamarra) نویسنده، شاعر و ژورنالیست قرن بیستم میلادی اهل فرانسه بود.